# 蓮駅
蓮駅（はちすえき）は、長野県飯山市大字蓮にある、東日本旅客鉄道（JR東日本）飯山線の駅である。

## 歴史
- 1921年（大正10年）10月20日：飯山鉄道株式会社の停留所として開業[1][3]。
- 1944年（昭和19年）6月1日：国有化により、運輸通信省（のちの日本国有鉄道）飯山線となり、停留所から駅に昇格[1][3]。
- 1987年（昭和62年）4月1日：国鉄の分割民営化により、東日本旅客鉄道の駅となる[3]。
- 1995年（平成7年）	
  - 7月12日：7.11水害により、飯山線全線が運休となる[4]。
  - 7月18日：飯山線全線で運転が再開される[4]。
- 2014年（平成26年）8月中旬 - 12月中旬：駅舎がリニューアル[5]。

## 駅構造
長野方面に向かって左側にある単式ホーム1面1線を持つ地上駅である。
飯山駅管理の無人駅である。隣接する永國寺の境内を横切るように設置されている。駅舎は「悠久の流れ千曲川の移り変わる四季と唱歌 ふるさとの情景」をコンセプトとして、2014年（平成26年）8月中旬 - 12月中旬にリニューアルされた。

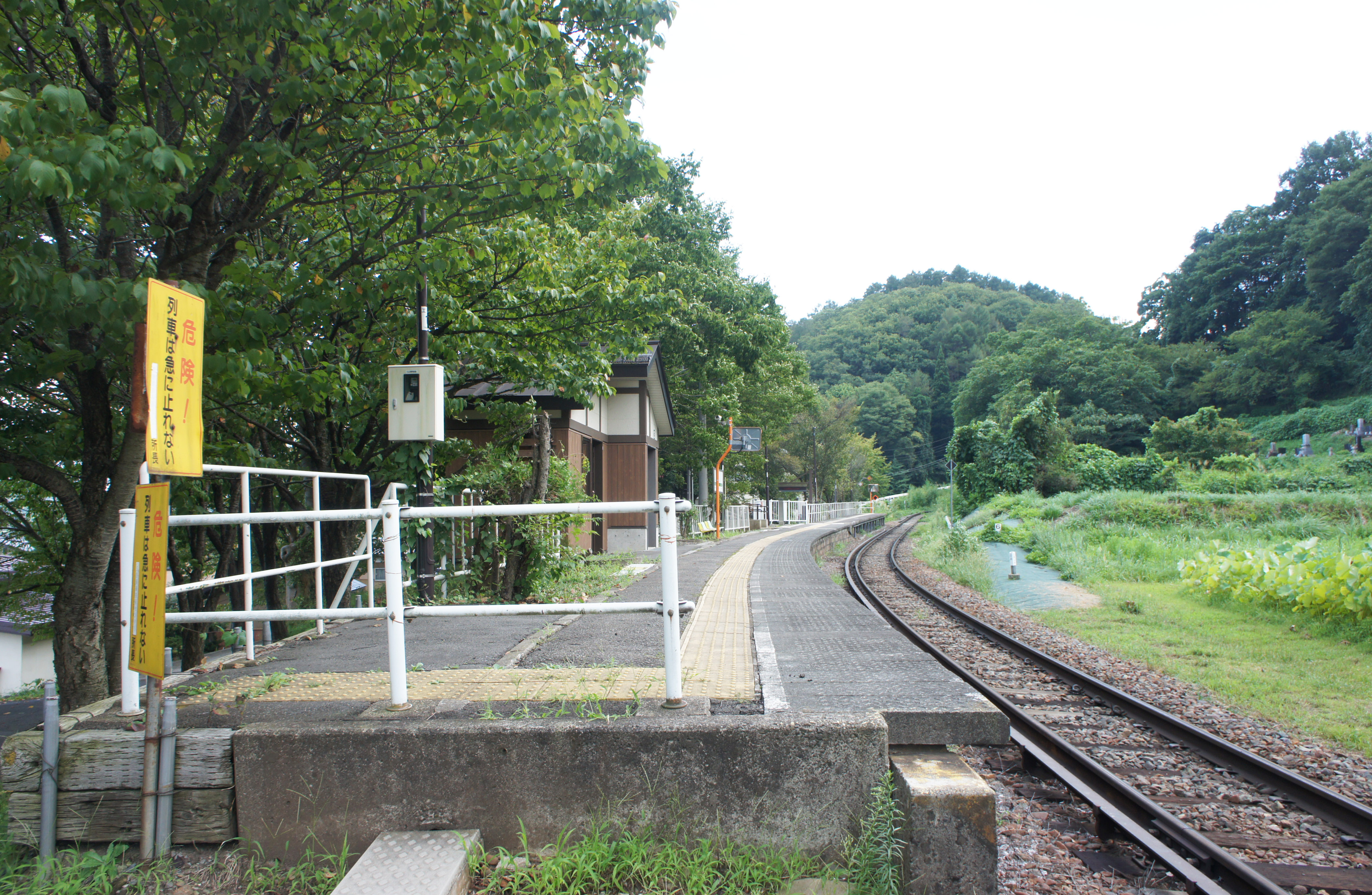
駅全景（2021年8月）
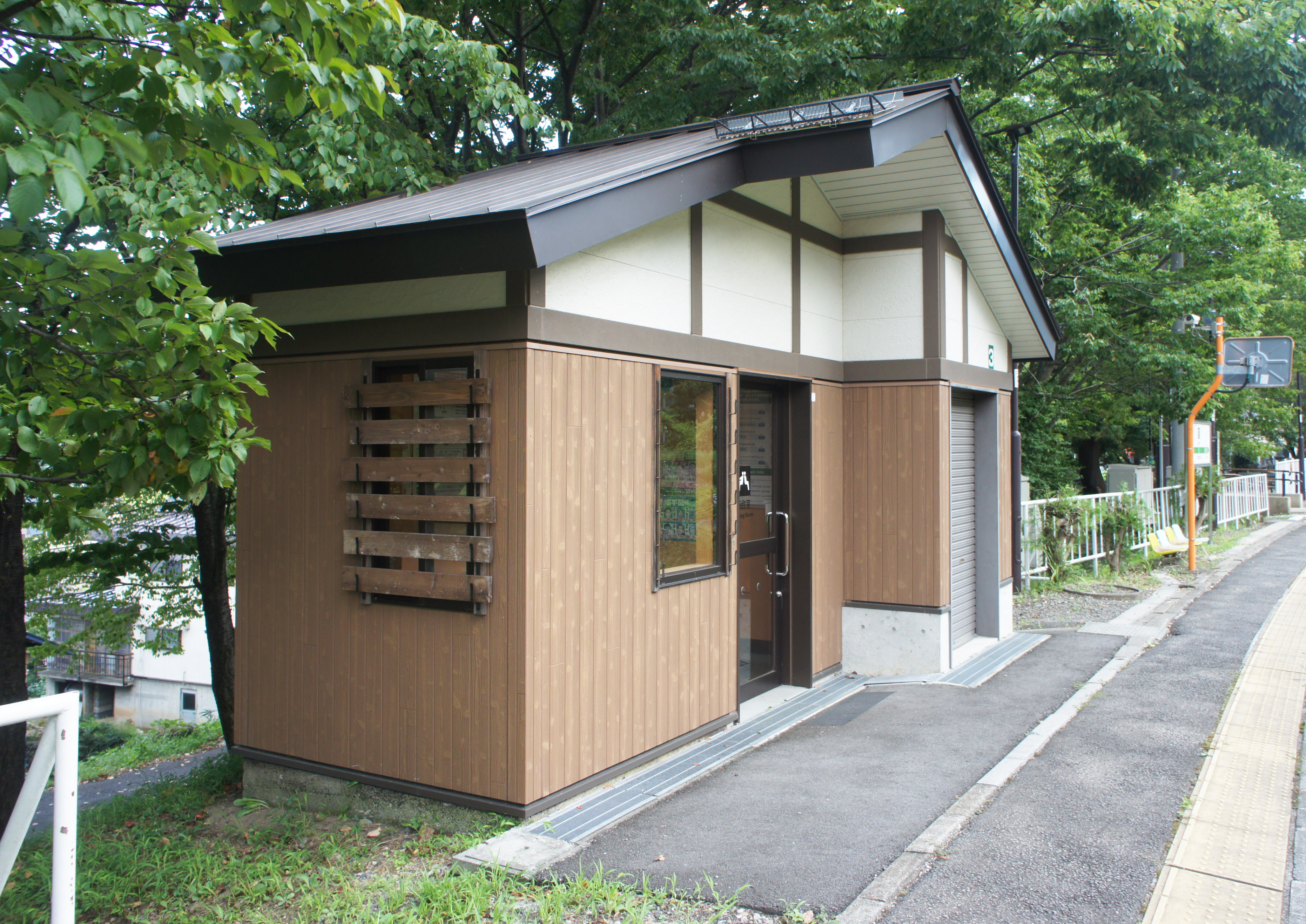
待合室（2021年8月）

## 利用状況
「長野県統計書」によると、2009年度（平成21年度）- 2011年度（平成23年度）の1日平均乗車人員の推移は以下のとおりであった。
| 乗車人員推移       | 乗車人員推移     | 乗車人員推移 |
| 年度               | 1日平均 乗車人員 | 出典         |
| ------------------ | ---------------- | ------------ |
| 2009年（平成21年） | 79               | [ 2 ]        |
| 2010年（平成22年） | 72               | [ 7 ]        |
| 2011年（平成23年） | 66               | [ 8 ]        |

## 駅周辺
- 千曲川[2]
- 国道117号[2]
- 上組集落センター
- 秋津郵便局
- 蓮堰
- 上組溜池
- 永國寺[1]
- 長電バス「蓮駅入口」停留所

## 隣の駅
東日本旅客鉄道（JR東日本）
■飯山線
替佐駅 - 蓮駅 - 飯山駅